# Рете алгоритам
Рете алгоритам је алгоритам за проналажење образаца који се примјењује у имплементацији система базираних на правилима. Алгоритам је развијен за ефикасну примјену великог броја правила или образаца на велики број објеката или чињеница у бази знања. Користи се за утврђивање која од правила система треба да се активирају на основу његовог складишта података и његових чињеница. Рете алгоритам, који је дизајнирао Чарлс Л. Форџи са Универзитета Карнеги Мелон, први пут објављен у радном документу 1974. године, а касније разрађен у његовој докторској дисертацији из 1979. и раду из 1982.

## Опис
Рете алгоритам пружа уопштени логички опис имплементације функционалности одговорне за подударање н-торке података („чињеница“) са продукцијама („правилима“) у производном систему за проналажење образаца. Производња се састоји од једног или више услова и скупа радњи које се могу предузети за сваки комплет чињеница које се подударају са условима. Услови тестирају атрибуте чињеница, укључујући спецификаторе/идентификаторе типа чињеница. Рете алгоритам показује следеће главне карактеристике:
- Умањује или елиминише одређене врсте редунданција дијељењем чворова.
- Похрањује дјелимична поклапања приликом спајања различитих врста чињеница. То, пак, омогућава производним системима да избјегну потпуну поновну процјену свих чињеница сваки пут када се изврше промјене у радној меморији производног система. Умјесто тога, производни систем треба само да процијени промјене (делте) у радној меморији.
- Омогућава ефикасно уклањање меморијских елемената када се чињенице повуку из радне меморије.